# Gilles Lamiré
Gilles Lamiré, né le 6 octobre 1970 à Lamballe, est un skipper professionnel français.
Depuis 2019, il est skipper du Multi50 avec le partenaire Groupe GCA et Mille et un Sourires à la barre duquel il remporte la Transat Jacques-Vabre 2019.

## Biographie
Gilles Lamiré est né le 6 octobre 1970 à Lamballe et réside à Cancale. Il a cumulé les expériences maritimes pendant une quinzaine d'années, à bord de bateaux de luxe, de vieux gréements, de multicoques dans les Antilles avant de revenir en Bretagne.
Il est propriétaire d'un trimaran de 60 pieds, avec lequel il a participé à la transat Québec-Saint-Malo en 2012, sponsorisé par Saint-Malo Agglomération.
En avril 2013, Rennes Métropole et Saint-Malo Agglomération sont devenus partenaires de Gilles Lamiré. Les deux collectivités se sont engagées sur un partenariat de deux ans et trois courses : La Route des Princes en juin 2013, la Transat Jacques Vabre en  novembre 2013 et la Route du Rhum en novembre 2014. Le cancalais a racheté en 2013 l'ancien Prince de Bretagne, le trimaran avec lequel Lionel Lemonchois a gagné la Route du Rhum 2010. Le bateau est rebaptisé Rennes Métropole-Saint-Malo Agglomération.
Le 10 juin 2014, il a battu le record de traversée entre Saint-Malo et Jersey en 3 h 42 min.
En 2015, Rennes Métropole et Saint-Malo Agglomération ont renouvelé leur partenariat pour une durée de quatre ans (2015-2018). Pour l'occasion, le trimaran est renommé La French Tech Rennes St-Malo.
Le premier objectif est la Transat Jacques-Vabre 2015 où Gilles Lamiré navigue en tandem avec Yvan Bourgnon. Les deux compétiteurs ont été contraints à l'abandon à la suite d'un choc causé par un container.
Samedi 14 mai 2016 à 22 h 50 (heure française) à bord de son trimaran de 50 pieds La French Tech Rennes St Malo, Gilles Lamiré a décroché la victoire de The Transat Bakerly, dans la classe Multi 50, en reliant Plymouth à New-York en 12 jours 7 heures 51 minutes 17 minutes. Le skipper du trimaran La French Tech Rennes St Malo a parcouru 4 090 miles, soit une moyenne de 13,85 nœuds, en choisissant une option de trajectoire très au sud. Pour son routage à terre, Gilles Lamiré a fait équipe avec Yvan Bourgnon. Nouveauté pour cette course, le skipper a collaboré avec la startup Weather’n’co, experte de la météo hyper-locale.
Le 4 novembre 2018, il a pris le départ de sa 4e Route du Rhum-Destination Guadeloupe à bord du Multi50 La French Tech Rennes St Malo.
En avril 2019, après quatre saisons sur le Multi50 La French Tech Rennes St Malo, quatre grandes courses, trois podiums, il franchit un nouveau cap en prenant la barre du Multi50 Groupe GCA - Mille et un sourires, ex FenetreaA. Pour ce programme qui l’embarque pour quatre ans, le skipper s’engage dans un projet gagnant et solidaire sur l’un des bateaux les plus performants de la classe Multi50.
Le 8 novembre 2019, il remporte la transat Jacques Vabre avec Antoine Carpentier, à bord de son Multi 50 Groupe GCA - Mille et un sourires.

## Débuts professionnels
1995-1996

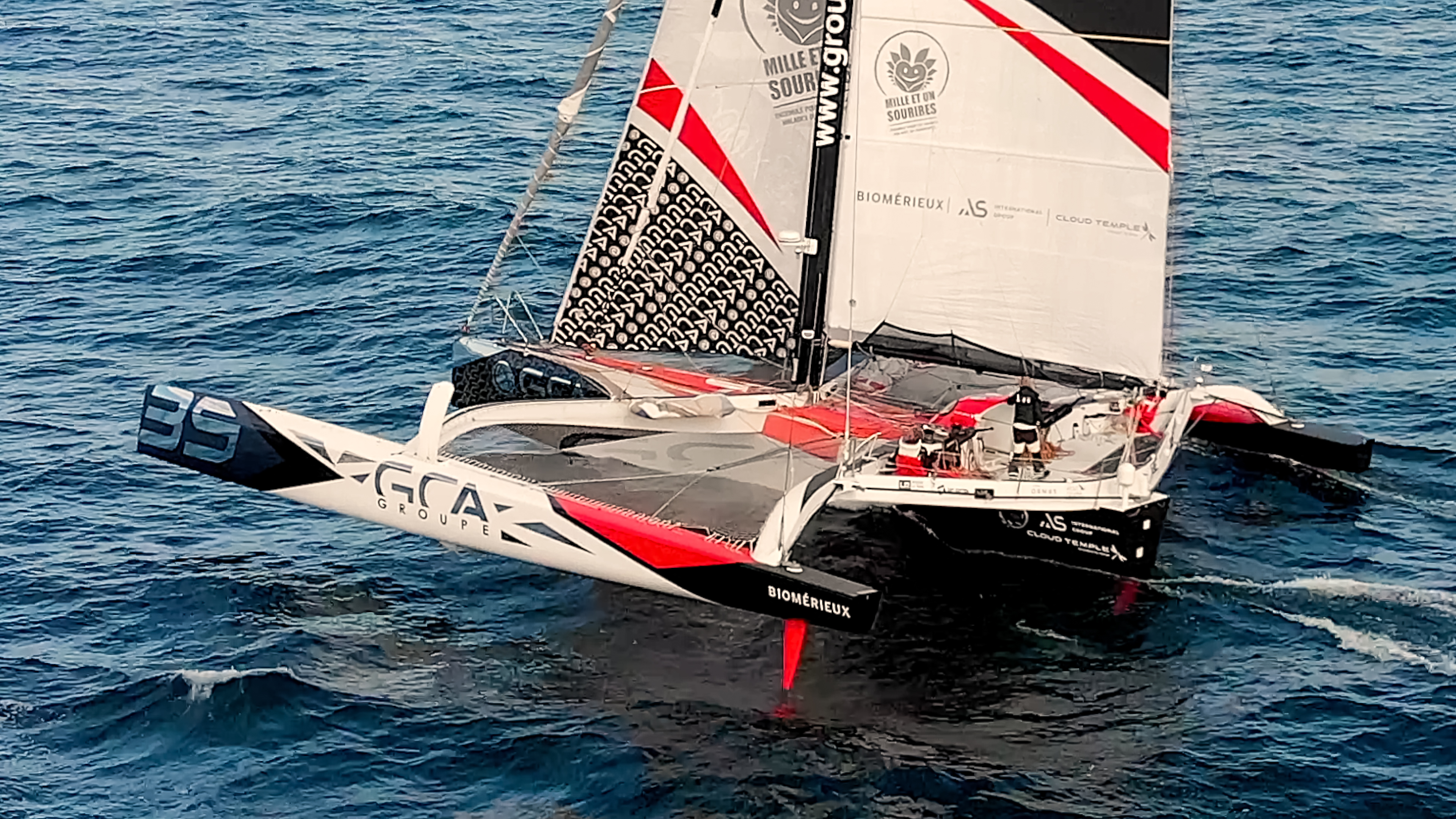
Multi50 Groupe GCA-Mille et un sourires

- Service militaire, Marine Nationale Goélette Étoile.
- Bosco sur goélette à hunier, navigations en Mer d’Iroise, Manche et Mer du Nord

2000
- Trophée des Caraïbes - Guadeloupe & Martinique sur First 42S7
- Traversée de l’Atlantique en solitaire Martinique – Douarnenez sur First 375

2001-2004
- Switch Martinique
- Croisière à la semaine entre la Martinique et les Grenadines sur Lagoon 570, Bahia 46, Lagoon 410, Lagoon 380, Dufour 50, Atoll 50, Sun Odyssey
- Transat en double Le Cap d’Agde – Martinique sur First 375 Ardéola
- Sud Croisière Cap d’Agde
- Skipper du ketch Aurique Setis 1933
- Navigation sur la Costa Blanca, Espagne
- Convoyage Canet- Bizerte (Tunisie), sur île sous le vent 13 m
- Convoyage Cap d’Agde – Marseille sur Feeling 44, Challenge Voile.
- Convoyage Corse – continent sur Sangria, IMA
- Convoyage First 375 Ardéola Douarnenez / Bordeaux / Canal du midi / Sète
- Winch Club de Douarnenez, sur First 375 Ardéola, Bénéteau Class 8, Dragon SRD
- Courses croisières, croisières weekend, croisières semaine, régates zone Bretagne
- Sorties journées avec personnes handicapées (Association Kan Armor)
- Course Croisière EDHEC sur First 375 Ardéola, équipage IPAG-Adobe

2004
- Croisière aux Grenadines sur Chrysalis T, CNB 77 en qualité de Marin.
- Sorties à la journée sur Diamant Vert, CIM 82 au départ de l’Anse Mitan.
- SWITCH Martinique, sur Lagoon 570.
- Convoyage Transatlantique, Feeling 39 DI, Martinique / Les Açores / Le Crouesty.

2005
- Steel Band, CIM 82, sorties à la journée à Sainte Lucie
- Sunsail Platinium, croisière aux Grenadines sur Victoria 5, Marquise 56

## Palmarès
- 2006 :
  - 11e de la Route du Rhum en catégorie ORMA sur Madinina, en 21 jours, 10 heures, 58 minutes et 50 secondes.

- 2009 :
  - Record SNSM sur trimaran 60 pieds
  - Participation à l'Estuaire Challenge Port Médoc

- 2010 :
  - 6e de la Route du Rhum en catégorie Ultime sur Défi Cancale, en 16 jours, 0 heure, 24 minutes et 35 secondes ; 19e au classement général.

- 2012 :
  - 2e da la Québec - Saint-Malo en Ultime sur trimaran 60 pieds Défi Saint-Malo Agglomération[5].

- 2013 :
  - 3e de la Transat Jacques-Vabre (Le Havre → Itajaí) avec Andrea Mura en catégorie Multi50 sur Rennes Métropole - Saint-Malo Agglomération, en 19 jours, 16 heures, 3 minutes et 46 secondes ; 3e au classement général[6]
  - 4e de la Route des Princes sur trimaran Rennes Métropole-Saint-Malo Agglomération (juin)[7]

- 2014 :
  - 3e de la Route du Rhum - Destination Guadeloupe en catégorie Multi50 sur Rennes Métropole-Saint Malo Agglomération, en 12 jours, 10 heures, 44 minutes et 37 secondes ; 11e au classement général
  - 2e du Grand Prix Le Guyader à Douarnenez (mois de mai)[8].

- 2016 :
  - Vainqueur de The Transat Bakerly (mois de mai)[9]
  - 3e Québec - Saint-Malo en catégorie Multi50 (juillet).

- 2017 :
  - 3e de la Transat Jacques-Vabre (Le Havre → Salvador De Bahia) avec Thierry Duprey Du Vorsent en catégorie Multi50 sur La French Tech Rennes Saint-Malo, en 13 jours, 11 heures, 12 minutes et 3 secondes.

- 2018 :
  - 4e de la Route du Rhum - Destination Guadeloupe en catégorie Multi50 sur La French Tech Rennes Saint-Malo en 13 jours, 18 heures, 34 minutes et 38 secondes ; 11e au classement général
  - Détenteur du record Richard Milles aux Voiles de Saint-Barth sur le Multi50 La French Tech Rennes St Malo

- 2019 :
  - Vainqueur de la Transat Jacques-Vabre avec Antoine Carpentier en catégorie Multi50 sur Groupe GCA - Mille et un sourires[10].

- 2022 :
  - 6e de la Route du Rhum 2022 en Classe Ocean Fifty